# Bridgette Wilson
Bridgette Leann Wilson (Gold Beach, 25 settembre 1973) è un'attrice ed ex modella statunitense, conosciuta anche come Bridgette Wilson-Sampras.

## Biografia
Bridgette Wilson è nata nell'Oregon; anche sua sorella, Tracy, è un'attrice. Dopo aver vinto il titolo di Miss Teen USA nel 1990 a Biloxi, Mississippi, Bridgette inizia la sua carriera televisiva con il telefilm Bayside School; nel 1992 ottiene la parte di Lisa nella soap opera Santa Barbara dove rimane fino alla cancellazione della soap nel 1993.
Partecipa poi al film Last Action Hero - L'ultimo grande eroe, ma il ruolo che la fa conoscere a livello internazionale è quello di Sonya Blade in Mortal Kombat (1995). La Wilson è anche una cantante, molto nota in Giappone, dote che ha messo in evidenza nel musical The Rocky Horror Show nell'off-Broadway. Ha ricoperto il ruolo di giudice alla competizione di Miss Universo nel 2006.

## Vita privata
Il 30 settembre 2000 sposa l'ex campione di tennis Pete Sampras, dal quale ha due figli: Christian Charles, nato nel 2002, e Ryan Nikolaos, nato nel 2005.

## Filmografia

### Cinema
- Last Action Hero - L'ultimo grande eroe (Last Action Hero), regia di John McTiernan (1993)
- L'università dell'odio (Higher Learning), regia di John Singleton (1995)
- Billy Madison, regia di Tamra Davis (1995)
- Mortal Kombat, regia di Paul W.S. Anderson (1995)
- Gli intrighi del potere - Nixon (Nixon), regia di Oliver Stone (1995)
- Final Vendetta, regia di René Eram (1996)
- Bionda naturale (The Real Blonde), regia di Tom DiCillo (1997)
- So cosa hai fatto (I Know What You Did Last Summer), regia di Jim Gillespie (1997)
- Starstruck, regia di John Enbom (1998)
- The Suburbans - Ricordi ad alta fedeltà, regia di Donal Lardner Ward (1999)
- Love Stinks, regia di Jeff Franklin (1999)
- Il mistero della casa sulla collina (House on Haunted Hill), regia di William Malone (1999)
- Beautiful - Una vita da miss (Beautiful), regia di Sally Field (2000)
- Prima o poi mi sposo (The Wedding Planner), regia di Adam Shankman (2001)
- I visitatori 3: L'ultimo guerriero (Just Visiting), regia di Jean-Marie Poiré (2001)
- Mai dire sempre (Buying the Cow), regia di Walt Becker (2002)
- Sfida nell'ultima valanga (Extreme Ops), regia di Christian Duguay (2002)
- Shopgirl, regia di Anand Tucker (2005)
- Phantom punch, regia di Robert Townsend (2009)

### Televisione
- Bayside School (Saved by the Bell) - Serie TV, 4 episodi (1989-1992)
- Santa Barbara - soap opera, 59 episodi (1992-1993)
- La signora in giallo (Murder, She Wrote) - serie TV, episodio 10x07 (1993)
- Host, regia di Mick Garris - Film TV (1998)
- The $treet - serie TV, 11 episodi (2000)
- CSI: Miami - serie TV, episodio 2x02 (2003)
- Carpoolers - serie TV, episodio 1x07 (2008)

## Videogiochi
- Mortal Kombat 11 – DLC: Klassic MK Movie (2020)[1]

## Doppiatrici italiane
Nelle versioni in italiano delle opere in cui ha recitato, Bridgette Wilson è stata doppiata da:
- Chiara Colizzi ne La signora in giallo, Il mistero della casa sulla collina
- Beatrice Caggiula in Santa Barbara
- Eleonora De Angelis in Last Action Hero - L'ultimo grande eroe
- Roberta Pellini in Billy Madison
- Micaela Esdra in Mortal Kombat
- Ida Sansone ne Gli intrighi del potere - Nixon
- Claudia Pittelli in Bionda naturale
- Rita Baldini in So cosa hai fatto
- Stella Musy in Prima o poi mi sposo
- Tiziana Avarista in Mai dire sempre
- Laura Boccanera in CSI: Miami

Da doppiatrice è stata sostituita da:
- Beatrice Caggiula in Mortal Kombat 11